# Endre Czeizel

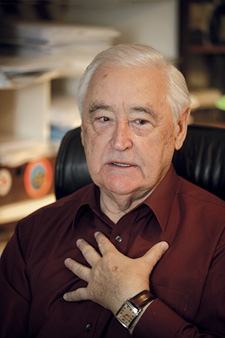
Endre Czeizel 2009

Endre Czeizel (3. April 1935 – 10. August 2015) war ein ungarischer Arzt, Genforscher und Professor. Sein Studium absolvierte er an der  Semmelweis-Universität in Budapest. Bekanntheit erlangte er durch die Entdeckung, dass das Vitamin Folsäure verschiedenen vorgeburtlichen Entwicklungsstörungen vorbeugt, z. B. Neuralrohrdefekten wie der Spina bifida.
Czeizel war seit 1984 der Direktor des WHO Collaborating Centre for the Community Control of Hereditary Diseases in Ungarn und von 1996 bis 1998 war er Direktor des Nationalen Instituts für Gesundheit Ungarns.
Einige seiner wissenschaftlichen Publikationen verfasste er unter dem Namen Andrew E. Czeizel. Czeizel litt in seinen letzten Lebensjahren an Leukämie, die zunächst erfolgreich mittels Knochenmarktransplantation behandelt werden konnte. Ein Jahr nach dieser Therapie starb er jedoch an seiner Erkrankung.

## Preise
- SZOT-Preis (1977)
- Offizierskreuz des Verdienstordens der Ungarischen Republik (1995)
- Kennedy-Award (2000)
- Kreuz des Verdienstordens Ungarns (2005)